# Claudia Dannhauser
Claudia Dannhauser (* 1966 in Bruck an der Mur) ist eine österreichische Journalistin. Sie arbeitet seit 2011 beim ORF.

## Karriere
Dannhauser ist in Bruck/Mur aufgewachsen. Sie studierte Kommunikationswissenschaft und Kunstgeschichte an der Universität Wien. Ihre Diplomarbeit galt dem Thema Der Bau der Ringstraße als Medienereignis. Ab 1986 war sie Redakteurin in der Tageszeitung Die Presse, zunächst in der Chronik, ab 1998 im Ressort Innenpolitik. Zu ihren Schwerpunkten zählen Gesundheit, Städtebau, Verkehrsplanung, Denkmalschutz und Kommunalpolitik. In den Jahren 2010 bis 2011 war sie für Europapolitik verantwortlich. Seit September 2011 arbeitet sie als innenpolitische Redakteurin der Nachrichtensendung Zeit im Bild im ORF. Sie moderiert die Pressestunde.
Seit 2016 ist sie Vorsitzende der Vereinigung der Parlamentsredakteurinnen und -redakteure, der rund 250 Journalisten angehören.

## Publikationen
- Der Bau der Wiener Ringstraße – ein Medienereignis, Die publizistische Aufarbeitung der Wiener Stadtentwicklung von 1864 bis 1890, Diplomarbeit, 2008. ISBN 9783836494861
- Handbuch Gesundheitspolitik Österreich, gemeinsam mit Silke Rudorfer, Wien, Berlin, Münster 2011
- Über den Sprung auf den Bildschirm, Die Presse (Wien), 30. August 2014

## Auszeichnung
- Pressepreis 2006 der Wiener Ärztekammer im Bereich Medizin/Wien
- Robert-Hochner-Preis 2023[2]